# Raoul de Navery
Pour les articles homonymes, voir Marie David.
Eugénie-Caroline Saffray, dite Raoul de Navery, née à Ploërmel (Morbihan) le 21 septembre 1829 et morte à Reuil-en-Brie (Seine-et-Marne) le 17 mai 1885, est une romancière française, auteure de nombreux romans empreints d'un catholicisme ardent.

## Biographie
Eugénie-Caroline Saffray reçut de sa mère une éducation stricte et sévère. Elle alla à l'école chez les Dames du Sacré-Cœur à Vannes, lesquelles encouragèrent son penchant pour la littérature. Elle se maria à l'âge de dix-sept ans à Eugène Jean Baptiste Chervet, rédacteur à la préfecture de Rennes,  deux ans plus tard, les deux époux se séparent  sans divorcer, Son époux mourra bien plus tard, le 14 juillet 1871.
Elle est la sœur du naturaliste français, Charles Saffray.
Elle écrit ses premiers textes en poésie et en prose (son premier ouvrage est publié en 1857 sous le tire Souvenirs du pensionnat) sous le nom de Marie David. Ces premiers écrits sont d'une médiocre qualité littéraire. À partir de 1860, elle écrit sous le pseudonyme masculin de Raoul de Navery, empruntant son prénom à son grand-père maternel. On découvre un grand talent dans ses romans qui rivalisent avec les meilleurs écrits de l'époque, alliant à des aventures romanesques une grande sensibilité dans la psychologie et les descriptions, avec un don pour la narration qui tient le lecteur en haleine. Son œuvre est fortement marquée par les valeurs morales et catholiques.
Lorsque son mari, Eugène Chervet (1815-1871) meurt, elle décide alors d'aller vivre à Paris en 1871, publiant les années qui suivent de nombreux romans destinés à la jeunesse (plus de 100 romans en 25 ans, une production énorme).
Elle décède le 17 mai 1885 au château de Reuil à Reuil-en-Brie près de La Ferté-sous-Jouarre.

## Œuvre
(liste non exhaustive. Source : Bibliothèque nationale de France
- Le Testament de Jésus, poème évangélique (1850) Texte en ligne
- Aux soldats de l'armée de Lyon (1855)
- Aux soldats de l'armée d'Orient, poésies (1855)
- Pour les inondés (1856) Texte en ligne
- Marguerites, poésies (1856)
- La Crèche et la croix, poésies (1856) Texte en ligne
- Souvenirs du pensionnat (1857) Texte en ligne
- Comédie, drames et proverbes (1858)  Texte en ligne
- Peblo et Simplette (1858)
- Les Prismes (1858) Texte en ligne
- Deux contes en vers. Les Prismes, poésies (1858)
- Viatrice (1860)
- Les Nouvelles de charité (1860)
- L'Ange au bagne (1860)
- Monique (1860)
- Les Récits consolants (1860)
- Le Chemin du paradis (1861) Texte en ligne
- L'Abbé Marcel (1861)
- Avocats et paysans (1861)
- Aglaé (1862)
- La Cendrillon du village (1863)
- Mémoires d'une femme de chambre (1864) Texte en ligne
- Les Religieuses (1864) Texte en ligne
- Bonheur dans le mariage (1864)
- Le Rameur de galère (1865) Texte en ligne
- Jeanne-Marie (1865)
- Le Missionnaire de terre maudite (1866)
- La Femme d'après Saint-Jérôme (1866)
- Martyr d'un secret (1867)
- La Main qui se cache (1867)
- La Confession de la reine (1868)
- Saphir, la Ninivite (1869)
- Le Rameur de galères (1870)
- Le Château des Abymes (1871)
- Les Idoles (1874)
- Zacharie le maître d'école (1874)
- Patira (1875) Texte en ligne (réédition de 1884)
- La Fille du coupeur de paille, suivie d'autres nouvelles (1875)
- Les Drames de la misère (1875) Texte en ligne
- L'Odyssée d'Antoine (1875)
- Le Témoin du meurtre (1875) Texte en ligne
- Les Chevaliers de l'écritoire (1875)
- Le Capitaine aux mains rouges (1876) Texte en ligne
- Madeleine Miller, histoire alsacienne (1876)
- Le Pardon du moine (1876) Texte en ligne
- Les Parias de Paris (1876)
- Le Trésor de l'abbaye (1876) Texte en ligne
- Le Chemin du paradis (1877)
- La Route de l'abîme (1877)
- Le Cloître rouge (1877) Texte en ligne
- Jean Canada (1877) Texte en ligne
- Le Marquis de Pontcallec (1878) Texte en ligne
- L'Aboyeuse (1878) Texte en ligne
- Voyage autour de soi-même (1878) Texte en ligne
- La Conscience (1878)
- Légendes de la vierge de marbre (1878) Texte en ligne
- Les Naufrageurs (1879) Texte en ligne
- La Demoiselle du paveur (1879)
- La Maison du sabbat (1879)
- Madame de Robur (1879)
- La Péruvienne (1879) Texte en ligne
- Cœurs vaillants. Nouvelles historiques (1879) Texte en ligne
- Le Gouffre (1879)
- L'Accusé (1879) Texte en ligne
- La Fille du roi Dagobert (1879) Texte en ligne
- Les Robinsons de Paris (1879) Texte en ligne
- La Main malheureuse (1880)
- Les Victimes (1880)
- Les Vautours du Bosphore (1880)
- Récits historiques : Gertrude de Wart. Le Duel de la veuve (1880)
- Les Voyages de Camoens (1880) Texte en ligne
- Les Aventures de Martin Tromp (1880)
- La Boîte de plomb (1881)
- Le Martyre d'un père (1881)
- Le Moulin des trépassés. Le Guet de Saint-Malo (1881)
- Le Naufrage de Lianor (1881)
- Le Magistrat (1882)
- Une erreur fatale (1882)
- Lory (1882)
- Les Mystères de Jumièges (1883)
- L'Élixir de longue vie (1883)
- Le Juif Éphraïm (1884)
- La Chambre no 7 (1884)
- Les Mirages d'or (1884)
- Le Serment du corsaire (1884)
- Le Contumax (1885)
- Le Val-Perdu (1885
- Les Îles sauvages (1885)
- L’Évadé (1886)
- Les Enfants du bourgmestre (1888)
- La Conscience (1890) Texte en ligne
- Le Duel de la veuve (1891)
- Le Roman d'un honnête homme (1891)
- Les Dupes (1892)
- Landry (1895)
- La Fille sauvage (1902)
- La Tragique Épopée de Luiz de Camoëns, poète et gentilhomme portugais aux grandes Indes (1928)

## Adaptation au cinéma
Son roman Patira publié en 1875 a librement inspiré le film d'aventures italien La Tour du désespoir d'Aldo Lado, sorti en 1973.